# Juangodoyita
La juangodoyita és un mineral de la classe dels carbonats. Rep el seu nom de Juan Godoy, descobridor de la mina de plata de Chañarcillo.

## Característiques
La juangodoyita és un carbonat de fórmula química Na₂Cu(CO₃)₂. Va ser aprovada com a espècie vàlida per l'Associació Mineralògica Internacional l'any 2004. Cristal·litza en el sistema monoclínic. Es troba en forma de grans fins, amb cristalls de fins a 5 micres de grandària, pseudomorfa després de calconatronita.
Segons la classificació de Nickel-Strunz, la juangodoyita pertany a «05.AB: Carbonats sense anions addicionals, sense H₂O, alcalinoterris (i altres M2+)» juntament amb els següents minerals: calcita, gaspeïta, magnesita, otavita, rodocrosita, siderita, smithsonita, esferocobaltita, ankerita, dolomita, kutnohorita, minrecordita, aragonita, cerussita, estroncianita, witherita, vaterita, huntita, norsethita, alstonita, olekminskita, paralstonita, baritocalcita, carbocernaïta i benstonita.

## Formació i jaciments
Va ser descoberta a la mina Santa Rosa, al districte de Santa Rosa-Huantajaya, Iquique (Regió de Tarapacá, Xile), l'únic indret on se n'ha trobat aquesta espècie, on sol trobar-se associada a altres minerals com: malaquita, calconatronita, calcita i anhidrita.